# Liste der Footballteams der NCAA Division I Football Bowl Subdivision

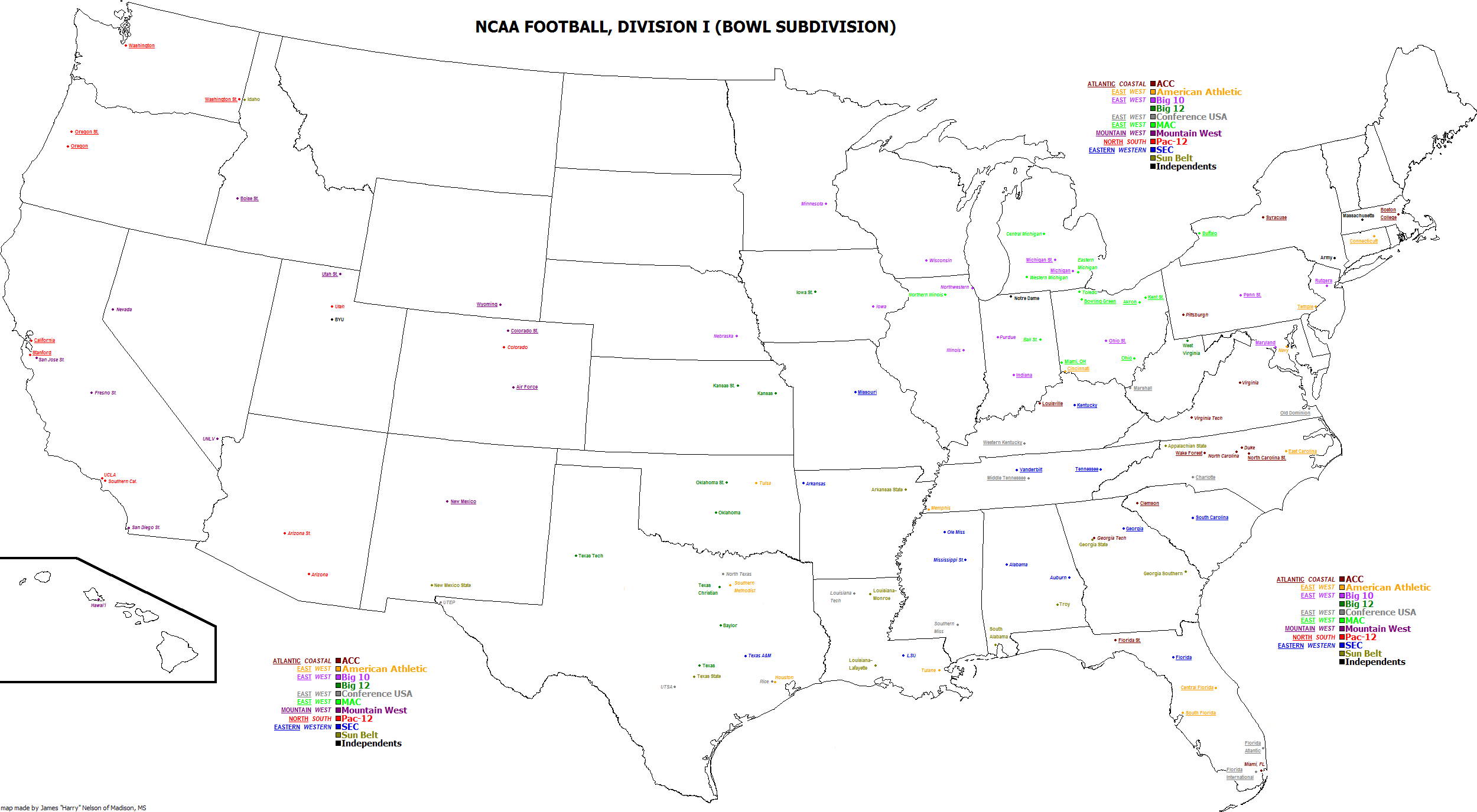
Karte der FBS Football Teams, 2015/16

Dies ist eine Liste der 134 Schulen in der Division I Football Bowl Subdivision (FBS) der National Collegiate Athletic Association (NCAA) in den Vereinigten Staaten. Per Definition haben alle Schulen in dieser Gruppe Footballmannschaften.
Schulen in der Division I FBS unterscheiden sich von denen in der Division I Football Championship Subdivision (FCS) dadurch, dass sie insgesamt 85 Spielern Stipendien und allen 85 ein Vollstipendium gewähren können. FCS-Schulen sind bei der finanzielle Unterstützung auf maximal 63 Vollstipendien beschränkt, obwohl einige Conferences die sportliche Unterstützung freiwillig weiter einschränken. Die NCAA klassifiziert den FBS-Football als „Kopfzahl“-Sport, was bedeutet, dass jeder Spieler, der von der Schule sportliche Hilfe erhält, vollständig auf das 85-Spieler-Limit angerechnet wird. Im Gegensatz dazu wird der FCS-Football als „Äquivalenz“-Sport eingestuft, was bedeutet, dass die Stipendienhilfe auf das Äquivalent einer bestimmten Anzahl von Vollstipendien beschränkt ist. Dies bedeutet wiederum, dass FCS-Schulen Teilstipendien frei vergeben können, aber auch auf insgesamt 85 Spieler beschränkt sind, die Unterstützung erhalten. Eine andere NCAA-Regel schreibt vor, dass jeder Multisportler, der Football spielt und Sporthilfe erhält, auf das Footballlimit angerechnet wird, mit Ausnahme von Spielern in FCS-Programmen ohne Stipendium, die Hilfe in einer anderen Sportart erhalten. Die drei Dienstakademien der Division I FBS – Luftwaffe, Armee und Marine – unterliegen theoretisch dieser Regel, sind jedoch in der Praxis ausgenommen, da alle Schüler dieser Schulen Vollstipendien von der Bundesregierung erhalten.
Ab 2014 begann die FBS mit einem Turnier mit vier Mannschaften, das in einem National Championshipgame gipfelte, um den nationalen Meister zu ermitteln. Ein System, das von den Spielzeiten 2014 bis 2025 im Auftrag von ESPN, dem Sender der Spiele, gespielt wird. Da die College Football Playoffs jedoch nicht von der NCAA genehmigt werden, ist der FBS-Fußball die einzige Sportart ohne einen von der NCAA genehmigten Champion. Die FCS ist die höchste Division im College-Football, die ein von der NCAA genehmigtes Playoff-Turnier veranstaltet, um ihren Champion zu ermitteln.
Früher war der FBS-Football der Division I die einzige NCAA-Sportart ohne offizielles Turnier, bei der ein unbestrittener nationaler Meister ermittelt wurde. Stattdessen spielten die FBS-Schulen in einer Reihe von Postseason-Bowl-Spielen, die im BCS National Championship Game gipfelten und versuchten, eine einzige nationalen Meister zu krönen. Andere Organisationen, insbesondere die Associated Press, krönten ihre eigenen Champions durch Umfragen. BCS und AP haben sich nicht immer auf einen einzigen Champion geeinigt. Vor dem BCS galt die AP als Entscheidungsgremium für die Krönung eines Champions, wurde jedoch wie jede andere Organisation vor dem BCS als regionales Abstimmungsgremium gegründet. In den meisten Jahren vor der BCS-Ära wurden die Meisterschaften von mehr als einer Schule beansprucht.
Die Conferencezugehörigkeiten sind für die laufende Saison 2024 aktuell.

## FBS Teams
| Universität        | Nickname         | Stadt            | Bundesstaat    | Immatrikulierte | Aktuelle Conference | Ehemalige Conferences | Erstmals gespielt | Beitritt zur FBS |
| ------------------ | ---------------- | ---------------- | -------------- | --------------- | ------------------- | --- | ----------------- | ---------------- |
| Air Force          | Falcons          | Colorado Springs | Colorado       | 4,237           | Mountain West       | WAC | 1955              |                  |
| Akron              | Zips             | Akron            | Ohio           | 19,200          | MAC                 | OAC, MCC, OVC | 1891              | 1987             |
| Alabama            | Crimson Tide     | Tuscaloosa       | Alabama        | 38,500          | SEC                 | SIAA, SoCon | 1892              |                  |
| Appalachian State  | Mountaineers     | Boone            | North Carolina | 19,100          | Sun Belt            | NSC, SoCon | 1928              | 2014             |
| Arizona            | Wildcats         | Tucson           | Arizona        | 45,200          | Big 12              | BIAA, WAC, Pac-12 | 1899              |                  |
| Arizona State      | Sun Devils       | Tempe            | Arizona        | 51,800          | Big 12              | BIAA, WAC, Pac-12 | 1896              |                  |
| Arkansas           | Razorbacks       | Fayetteville     | Arkansas       | 27,800          | SEC                 | SWC | 1894              |                  |
| Arkansas State     | Red Wolves       | Jonesboro        | Arkansas       | 22,000          | Sun Belt            | Arkansas Intercollegiate Conference, Southland, Big West | 1911              | 1992             |
| Army               | Black Knights    | West Point       | New York       | 4,300           | American            | CUSA, Independent | 1890              |                  |
| Auburn             | Tigers           | Auburn           | Alabama        | 30,400          | SEC                 | SIAA, SoCon | 1892              |                  |
| Ball State         | Cardinals        | Muncie           | Indiana        | 22,500          | MAC                 | IIC, ICC | 1924              |                  |
| Baylor             | Bears            | Waco             | Texas          | 17,200          | Big 12              | TIAA, SWC | 1899              |                  |
| Boise State        | Broncos          | Boise            | Idaho          | 25,500          | Mountain West       | ICAC, Big Sky, Big West, WAC | 1933              | 1996             |
| Boston College     | Eagles           | Chestnut Hill    | Massachusetts  | 14,700          | ACC                 | Big East | 1893              |                  |
| Bowling Green      | Falcons          | Bowling Green    | Ohio           | 23,000          | MAC                 | Northwest Ohio Intercollegiate Athletic Association, OAC | 1919              |                  |
| Buffalo            | Bulls            | Buffalo          | New York       | 31,500          | MAC                 | New York State Conference | 1894              | 1999             |
| BYU                | Cougars          | Provo            | Utah           | 33,600          | Big 12              | Rocky Mountain, Mountain States, WAC, MW, Independent | 1922              |                  |
| California         | Golden Bears     | Berkeley         | Kalifornien    | 42,500          | ACC                 | PCC, Pac-12 | 1882              |                  |
| Central Michigan   | Chippewas        | Mount Pleasant   | Michigan       | 21,700          | MAC                 | MCC, IIAC | 1896              |                  |
| Charlotte          | 49ers            | Charlotte        | North Carolina | 29,700          | American            | Sun Belt, CUSA, A-10, CUSA | 2013              | 2015             |
| Cincinnati         | Bearcats         | Cincinnati       | Ohio           | 46,000          | Big 12              | OAC, Buckeye Intercollegiate Athletic Association, MAC, MVC, CUSA, Big East, American | 1885              |                  |
| Clemson            | Tigers           | Clemson          | South Carolina | 25,000          | ACC                 | SIAA, SAIAA, SoCon | 1896              |                  |
| Coastal Carolina   | Chanticleers     | Conway           | South Carolina | 10,600          | Sun Belt            | Big South | 2003              | 2017             |
| Colorado           | Buffaloes        | Boulder          | Colorado       | 33,200          | Big 12              | Colorado Football Association, Rocky Mountain, Mountain States, Big Eight, Big 12, Pac-12 | 1890              |                  |
| Colorado State     | Rams             | Fort Collins     | Colorado       | 33,800          | Mountain West       | Colorado Football Association, Rocky Mountain, Mountain States, WAC | 1890              |                  |
| Duke               | Blue Devils      | Durham           | North Carolina | 15,900          | ACC                 | SoCon | 1888              |                  |
| East Carolina      | Pirates          | Greenville       | North Carolina | 29,100          | American            | NSC, Carolinas, SoCon, CUSA | 1932              |                  |
| Eastern Michigan   | Eagles           | Ypsilanti        | Michigan       | 20,300          | MAC                 | MIAA, MCC, IIAC, PAC | 1891              |                  |
| FIU                | Panthers         | Miami            | Florida        | 56,800          | CUSA                | Sun Belt | 2002              | 2006             |
| Florida            | Gators           | Gainesville      | Florida        | 56,100          | SEC                 | SIAA, SoCon | 1906              |                  |
| Florida Atlantic   | Owls             | Boca Raton       | Florida        | 30,800          | American            | Sun Belt, CUSA | 2001              | 2006             |
| Florida State      | Seminoles        | Tallahassee      | Florida        | 41,900          | ACC                 | Dixie | 1947              |                  |
| Fresno State       | Bulldogs         | Fresno           | Kalifornien    | 25,000          | Mountain West       | California Coast Conference, NCAC, CCAA, Big West, WAC | 1921              |                  |
| Georgia            | Bulldogs         | Athens           | Georgia        | 38,200          | SEC                 | SIAA, SoCon | 1892              |                  |
| Georgia Southern   | Eagles           | Statesboro       | Georgia        | 26,400          | Sun Belt            | SoCon | 1924              | 2014             |
| Georgia State      | Panthers         | Atlanta          | Georgia        | 52,800          | Sun Belt            | CAA | 2010              | 2013             |
| Georgia Tech       | Yellow Jackets   | Atlanta          | Georgia        | 32,700          | ACC                 | SIAA, SoCon, SEC | 1892              |                  |
| Hawaii             | Rainbow Warriors | Honolulu         | Hawai'i        | 17,700          | Mountain West       | WAC | 1909              |                  |
| Houston            | Cougars          | Houston          | Texas          | 42,700          | Big 12              | Lone Star, Gulf Coast, MVC, SWC, C-USA, American | 1946              |                  |
| Illinois           | Fighting Illini  | Urbana–Champaign | Illinois       | 51,200          | Big Ten             | Illinois Intercollegiate Football League | 1890              |                  |
| Indiana            | Hoosiers         | Bloomington      | Indiana        | 43,700          | Big Ten             | IIAA | 1887              |                  |
| Iowa               | Hawkeyes         | Iowa City        | Iowa           | 33,000          | Big Ten             | WIUFA, MVC | 1889              |                  |
| Iowa State         | Cyclones         | Ames             | Iowa           | 33,400          | Big 12              | MVC, Big 8 | 1892              |                  |
| Jacksonville State | Gamecocks        | Jacksonville     | Alabama        | 9,540           | CUSA                | Independent, Alabama Intercollegiate Conference, SIAA, Independent, Alabama Collegiate Conference, Mid-South Athletic Conference/Gulf South Conference, D-II Independent, Southland, OVC, WAC, ASUN | 1904              | 2023             |
| James Madison      | Dukes            | Harrisonburg     | Virginia       | 21,496          | Sun Belt            | D-III Independent, Virginia College Athletic Association, D-II Independent, D-III Independent, FCS Independent, Yankee Conference, Atlantic 10, CAA                                                 | 1972              | 2022             |
| Kansas             | Jayhawks         | Lawrence         | Kansas         | 27,700          | Big 12              | KCAC, WIUFA, MVC, Big 8 | 1890              |                  |
| Kansas State       | Wildcats         | Manhattan        | Kansas         | 21,700          | Big 12              | MVC, Big 8 | 1896              |                  |
| Kennesaw State     | Owls             | Kennesaw         | Georgia        | 45,152          | CUSA                | Big South, ASUN, FCS Independent | 2015              | 2024             |
| Kent State         | Golden Flashes   | Kent             | Ohio           | 39,300          | MAC                 | OAC | 1920              |                  |
| Kentucky           | Wildcats         | Lexington        | Kentucky       | 29,200          | SEC                 | SIAA, SoCon | 1881              |                  |
| Liberty            | Flames           | Lynchburg        | Virginia       | 15,000          | CUSA                | Big South, Independent | 1973              | 2017             |
| Louisiana          | Ragin' Cajuns    | Lafayette        | Louisiana      | 19,200          | Sun Belt            | Louisiana Intercollegiate Athletic Association, Louisiana Intercollegiate Conference, Gulf States Conference, SIAA, Southland, Big West                                                             | 1902              |                  |
| Louisiana–Monroe   | Warhawks         | Monroe           | Louisiana      | 8,800           | Sun Belt            | Gulf States Conference, Southland, Independent | 1951              | 1994             |
| Louisiana Tech     | Bulldogs         | Ruston           | Louisiana      | 12,400          | CUSA                | Louisiana Intercollegiate Athletic Association, Louisiana Intercollegiate Conference, Gulf States Conference, SIAA, Southland, Big West, WAC                                                        | 1901              | 1989             |
| Louisville         | Cardinals        | Louisville       | Kentucky       | 22,600          | ACC                 | KIAC, SIAA, KIAC, OVC, MVC, C-USA, Big East, American | 1910              |                  |
| LSU                | Tigers           | Baton Rouge      | Louisiana      | 30,800          | SEC                 | SIAA, SoCon | 1893              |                  |
| Marshall           | Thundering Herd  | Huntington       | West Virginia  | 13,200          | Sun Belt            | WVIAC, Buckeye Conference, OVC, MAC, SoCon, CUSA | 1895              | 1997             |
| Maryland           | Terrapins        | College Park     | Maryland       | 41,200          | Big Ten             | MIFA, SAIAA, SoCon, ACC | 1888              |                  |
| Memphis            | Tigers           | Memphis          | Tennessee      | 21,500          | American            | Mississippi Valley Conference, SIAA, MVC, C-USA | 1912              |                  |
| Miami (FL)         | Hurricanes       | Coral Gables     | Florida        | 17,300          | ACC                 | SIAA, Big East | 1926              |                  |
| Miami (OH)         | RedHawks         | Oxford           | Ohio           | 24,300          | MAC                 | OAC, Buckeye Conference | 1888              |                  |
| Michigan           | Wolverines       | Ann Arbor        | Michigan       | 46,000          | Big Ten             | | 1879              |                  |
| Michigan State     | Spartans         | East Lansing     | Michigan       | 50,300          | Big Ten             | MIAA | 1885              |                  |
| Middle Tennessee   | Blue Raiders     | Murfreesboro     | Tennessee      | 21,900          | CUSA                | VSAC, SIAA, OVC, Sun Belt | 1911              | 1999             |
| Minnesota          | Golden Gophers   | Minneapolis      | Minnesota      | 47,800          | Big Ten             | | 1882              |                  |
| Mississippi State  | Bulldogs         | Starkville       | Mississippi    | 22,200          | SEC                 | SIAA, SoCon | 1895              |                  |
| Missouri           | Tigers           | Columbia         | Missouri       | 30,000          | SEC                 | WIUFA, Big 8, Big 12 | 1890              |                  |
| Navy               | Midshipmen       | Annapolis        | Maryland       | 4,600           | American            | Independent | 1879              |                  |
| NC State           | Wolfpack         | Raleigh          | North Carolina | 35,500          | ACC                 | SAIAA, SIAA, SoCon | 1892              |                  |
| Nebraska           | Cornhuskers      | Lincoln          | Nebraska       | 25,800          | Big Ten             | WIUFA, MVC, Big 8, Big 12 | 1890              |                  |
| Nevada             | Wolf Pack        | Reno             | Nevada         | 21,600          | Mountain West       | NCAC, Big Sky, Big West, WAC | 1896              | 1992             |
| New Mexico         | Lobos            | Albuquerque      | New Mexico     | 26,300          | Mountain West       | BIAA, WAC | 1892              |                  |
| New Mexico State   | Aggies           | Las Cruces       | New Mexico     | 21,900          | CUSA                | BIAA, MVC, Big West, Sun Belt, WAC, Independent | 1893              |                  |
| North Carolina     | Tar Heels        | Chapel Hill      | North Carolina | 29,800          | ACC                 | SAIAA, SIAA, SoCon | 1888              |                  |
| North Texas        | Mean Green       | Denton           | Texas          | 39,400          | American            | TIAA, Lone Star, Gulf Coast Conference, MVC, Southland, Big West, Sun Belt, CUSA | 1913              | 1995             |
| Northern Illinois  | Huskies          | DeKalb           | Illinois       | 20,000          | MAC                 | IIAC, Big West | 1899              |                  |
| Northwestern       | Wildcats         | Evanston         | Illinois       | 21,200          | Big Ten             | | 1876              |                  |
| Notre Dame         | Fighting Irish   | South Bend       | Indiana        | 12,300          | Independent         | | 1887              |                  |
| Ohio               | Bobcats          | Athens           | Ohio           | 34,900          | MAC                 | OAC, Buckeye Conference | 1894              |                  |
| Ohio State         | Buckeyes         | Columbus         | Ohio           | 68,100          | Big Ten             | OAC | 1889              |                  |
| Oklahoma           | Sooners          | Norman           | Oklahoma       | 28,500          | SEC                 | Oklahoma Intercollegiate Conference, SWC, MVC, Big 8, Big 12 | 1895              |                  |
| Oklahoma State     | Cowboys          | Stillwater       | Oklahoma       | 25,300          | Big 12              | Oklahoma Intercollegiate Conference, SWC, MVC, Big 8 | 1901              |                  |
| Old Dominion       | Monarchs         | Norfolk          | Virginia       | 25,000          | Sun Belt            | CAA, CUSA | 2009              | 2014             |
| Ole Miss           | Rebels           | Oxford           | Mississippi    | 23,200          | SEC                 | SIAA, SoCon | 1890              |                  |
| Oregon             | Ducks            | Eugene           | Oregon         | 22,700          | Big Ten             | PCC, Independent, Pac-12 | 1894              |                  |
| Oregon State       | Beavers          | Corvallis        | Oregon         | 30,900          | Pac-12              | PCC, Independent | 1893              |                  |
| Penn State         | Nittany Lions    | University Park  | Pennsylvania   | 46,600          | Big Ten             | | 1881              |                  |
| Pittsburgh         | Panthers         | Pittsburgh       | Pennsylvania   | 28,600          | ACC                 | Independent, Big East | 1890              |                  |
| Purdue             | Boilermakers     | West Lafayette   | Indiana        | 43,400          | Big Ten             | IIAA | 1887              |                  |
| Rice               | Owls             | Houston          | Texas          | 7,100           | American            | TIAA, SWC, WAC, CUSA | 1912              |                  |
| Rutgers            | Scarlet Knights  | Piscataway       | New Jersey     | 70,900          | Big Ten             | Middle Atlantic, Big East, American | 1869              |                  |
| Sam Houston        | Bearkats         | Huntsville       | Texas          | 21,679          | CUSA                | Texas Intercollegiate Athletic Association, Lone Star Conference, Gulf Star Conference, Southland, WAC                                                                                              | 1912              | 2023             |
| San Diego State    | Aztecs           | San Diego        | Kalifornien    | 34,900          | Mountain West       | Southern California Junior College Conference, SCIAC, CCAA, Big West, WAC | 1921              | 1969             |
| San Jose State     | Spartans         | San Jose         | Kalifornien    | 32,800          | Mountain West       | California Coast Conference, NCAC, California Collegiate, Big West, WAC | 1892              |                  |
| SMU                | Mustangs         | University Park  | Texas          | 11,800          | ACC                 | TIAA, SWC, WAC, CUSA, American | 1915              |                  |
| South Alabama      | Jaguars          | Mobile           | Alabama        | 15,100          | Sun Belt            | | 2009              | 2012             |
| South Carolina     | Gamecocks        | Columbia         | South Carolina | 50,100          | SEC                 | SIAA, SoCon, ACC | 1892              |                  |
| South Florida      | Bulls            | Tampa            | Florida        | 50,700          | American            | CUSA, Big East | 1997              | 2001             |
| Southern Miss      | Golden Eagles    | Hattiesburg      | Mississippi    | 14,500          | Sun Belt            | Independent, SIAA, Independent, Gulf States Conference, Independent, CUSA | 1912              |                  |
| Stanford           | Cardinal         | Stanford         | Kalifornien    | 16,500          | ACC                 | PCC, Pac-12 | 1891              |                  |
| Syracuse           | Orange           | Syracuse         | New York       | 22,900          | ACC                 | Big East | 1889              |                  |
| TCU                | Horned Frogs     | Fort Worth       | Texas          | 10,400          | Big 12              | TIAA, SWC, WAC, CUSA, MW | 1896              |                  |
| Temple             | Owls             | Philadelphia     | Pennsylvania   | 40,000          | American            | Middle Atlantic, Big East, MAC | 1894              |                  |
| Tennessee          | Volunteers       | Knoxville        | Tennessee      | 28,900          | SEC                 | SIAA, SoCon | 1891              |                  |
| Texas              | Longhorns        | Austin           | Texas          | 51,800          | SEC                 | SIAA, TIAA, SWC, Big 12 | 1893              |                  |
| Texas A&M          | Texas A&M Aggies | College Station  | Texas          | 69,400          | SEC                 | SIAA, SWC, Big 12 | 1894              |                  |
| Texas State        | Bobcats          | San Marcos       | Texas          | 38,800          | Sun Belt            | TIAA, Lone Star, Gulf Star, Southland, WAC | 1904              | 2012             |
| Texas Tech         | Red Raiders      | Lubbock          | Texas          | 38,200          | Big 12              | BIAA, SWC | 1925              |                  |
| Toledo             | Rockets          | Toledo           | Ohio           | 23,100          | MAC                 | Northwestern Ohio Intercollegiate Athletic Association, OAC | 1917              |                  |
| Troy               | Trojans          | Troy             | Alabama        | 18,100          | Sun Belt            | Alabama Intercollegiate Conference, SIAA, Alabama Collegiate Conference, Mid-South Athletic Conference, Gulf South, Southland                                                                       | 1909              | 2002             |
| Tulane             | Green Wave       | New Orleans      | Louisiana      | 14,100          | American            | SIAA, SoCon, SEC, CUSA | 1893              |                  |
| Tulsa              | Golden Hurricane | Tulsa            | Oklahoma       | 4,300           | American            | Oklahoma Intercollegiate Conference, Big 4 Conference, MVC, WAC, CUSA | 1895              |                  |
| UAB                | Blazers          | Birmingham       | Alabama        | 21,900          | American            | D-III Independent, FCS Independent, FBS Independent, CUSA | 1991              | 1999             |
| UCF                | Knights          | Orlando          | Florida        | 68,600          | Big 12              | MAC, CUSA, American | 1979              | 1996             |
| UCLA               | Bruins           | Los Angeles      | Kalifornien    | 45,400          | Big Ten             | SCIAC, PCC, Pac-12 | 1919              |                  |
| UConn              | Huskies          | Storrs           | Connecticut    | 32,200          | Independent         | Yankee, A-10, Big East, American | 1896              | 2000             |
| UMass              | Minutemen        | Amherst          | Massachusetts  | 30,600          | Independent         | Yankee, A-10, CAA, MAC | 1879              | 2012             |
| UNLV               | Rebels           | Las Vegas        | Nevada         | 30,500          | Mountain West       | Big West, WAC | 1968              | 1978             |
| USC                | Trojans          | Los Angeles      | Kalifornien    | 45,700          | Big Ten Conference  | PCC, Pac-12 | 1888              |                  |
| Utah               | Utes             | Salt Lake City   | Utah           | 33,000          | Big 12              | Colorado Football Association, RMAC, Mountain States, WAC, MW, Pac-12 | 1892              |                  |
| Utah State         | Aggies           | Logan            | Utah           | 29,400          | Mountain West       | Colorado Football Association, RMAC, Mountain States, Big West, Independent, Sun Belt, WAC | 1892              |                  |
| UTEP               | Miners           | El Paso          | Texas          | 25,100          | CUSA                | BIAA, WAC | 1914              |                  |
| UTSA               | Roadrunners      | San Antonio      | Texas          | 30,700          | American            | FCS Independent, WAC, CUSA | 2011              | 2012             |
| Vanderbilt         | Commodores       | Nashville        | Tennessee      | 13,100          | SEC                 | SIAA, SoCon | 1890              |                  |
| Virginia           | Cavaliers        | Charlottesville  | Virginia       | 24,400          | ACC                 | SAIAA, SoCon | 1888              |                  |
| Virginia Tech      | Hokies           | Blacksburg       | Virginia       | 33,400          | ACC                 | SAIAA, SIAA, SoCon, Big East | 1892              |                  |
| Wake Forest        | Demon Deacons    | Winston-Salem    | North Carolina | 8,100           | ACC                 | Big Five Conference, SoCon | 1888              |                  |
| Washington         | Huskies          | Seattle          | Washington     | 47,900          | Big Ten             | PCC, Pac-12 | 1889              |                  |
| Washington State   | Cougars          | Pullman          | Washington     | 30,600          | Pac-12              | PCC, Independent | 1893              |                  |
| West Virginia      | Mountaineers     | Morgantown       | West Virginia  | 30,000          | Big 12              | SoCon, WVIAC, Big East | 1891              |                  |
| Western Kentucky   | Hilltoppers      | Bowling Green    | Kentucky       | 20,300          | CUSA                | SIAA, KIAC, OVC, MVFC, Sun Belt | 1913              | 2009             |
| Western Michigan   | Broncos          | Kalamazoo        | Michigan       | 22,900          | MAC                 | MCC | 1905              |                  |
| Wisconsin          | Badgers          | Madison          | Wisconsin      | 44,400          | Big Ten             | | 1889              |                  |
| Wyoming            | Cowboys          | Laramie          | Wyoming        | 12,400          | Mountain West       | Colorado Football Association, RMAC, WAC | 1893              |                  |

Anmerkungen
1. 1 2  Als die FBS 1978 als Division I-A gegründet wurde, wurde die Southern Conference als I-A-Conference bezeichnet. Die SoCon wurde ab der Saison 1982 auf FCS-Niveau (damals Division I-AA) herabgestuft. Diese Schule trat während der Saison 1978/81 als I-A-Conference im SoCon-Football an.
2. 1 2 3 4 5  Boise State, Colorado State, Fresno State, San Diego State und Utah State werden 2026 an der Pac-12 Conference teilnehmen.
3. ↑  Zu dieser Zeit war die Schule ein zweijähriges College, bekannt als Boise Junior College. Die Schule wurde erst 1965 zu einer vierjährigen Einrichtung und begann erst 1968, gegen vierjährige Schulen Fußball zu spielen.
4. 1 2 3  Houston, Memphis und SMU hatten ursprünglich geplant, 2013 der Big East-Conference beizutreten. Die Conference wurde jedoch im Juli 2013 aufgeteilt, wobei die sieben Nicht-FBS-Schulen der ursprünglichen Conference den Namen „Big East“ kauften und sich als neue Big East-Conference außerhalb des Footballs organisierten. Die FBS-Schulen, die zu diesem Zeitpunkt nicht zur ACC wechselten, schlossen sich den drei Schulen an und blieben in der ursprünglichen Conferencestruktur unter dem neuen Namen American Athletic Conference.
5. ↑  Miami spielt derzeit die Heimspiele in Miami Gardens, Florida.
6. ↑  UConn spielt derzeit die Heimspiele in East Hartford, Connecticut.
7. ↑  UMass wird 2025 an der Mid-American Conference teilnehmen.
8. ↑  Der UNLV-Campus befindet sich nicht in der Stadt Las Vegas, sondern in der nicht rechtsfähigen Gemeinde Paradise. Während der Saison 2019 bestritt die Footballmannschaft ihre Heimspiele in einem anderen Vorort von Las Vegas, Whitney und wird 2020 in das neue Allegiant Stadium im Paradise umziehen.

## Zukünftige Teams
| Universität    | Nickname           | Stadt       | Bundesstaat | Immatrikulierte | Zukünftige FBS-Conference | Aktuelle Conference | Ehemalige Conferences                                                             | Erstmals gespielt | Beitritt zur FBS |
| -------------- | ------------------ | ----------- | ----------- | --------------- | ------------------------- | ------------------- | --------------------------------------------------------------------------------- | ----------------- | ---------------- |
| Delaware       | Fightin' Blue Hens | Newark      | Delaware    | 23,774          | CUSA                      | CAA                 | Independent, Mason-Dixon, Independent, Middle Atlantic, Independent, Yankee, A-10 | 1889              | 2025             |
| Missouri State | Bears              | Springfield | Missouri    | 26,000          | CUSA                      | MVFC                | Independent, MIAA, Mid-Continent                                                  | 1909              | 2025             |

## Ehemalige Teams
| Team                        | Schule                                  | Stadt        | Bundesstaat    | Ehemalige FBS Conference | Final Season    | Aktueller Status    |
| --------------------------- | --------------------------------------- | ------------ | -------------- | ------------------------ | --------------- | ------------------- |
| Brown Bears                 | Brown University                        | Providence   | Rhode Island   | Ivy                      | 1981            | FCS                 |
| Cal State Fullerton Titans  | California State University, Fullerton  | Fullerton    | Kalifornien    | Independent              | 1992            | abgesetzt           |
| Chattanooga Mocs            | University of Tennessee at Chattanooga  | Chattanooga  | Tennessee      | Southern                 | 1981            | FCS                 |
| Colgate Raiders             | Colgate University                      | Hamilton     | New York       | Independent              | 1981            | FCS                 |
| Columbia Lions              | Columbia University                     | Manhattan    | New York       | Ivy                      | 1981            | FCS                 |
| Cornell Big Red             | Cornell University                      | Ithaca       | New York       | Ivy                      | 1981            | FCS                 |
| Dartmouth Big Green         | Dartmouth College                       | Hanover      | New Hampshire  | Ivy                      | 1981            | FCS                 |
| Harvard Crimson             | Harvard University                      | Cambridge    | Massachusetts  | Ivy                      | 1981            | FCS                 |
| Holy Cross Crusaders        | College of the Holy Cross               | Worcester    | Massachusetts  | Independent              | 1981            | FCS                 |
| Idaho Vandals               | University of Idaho                     | Moscow       | Idaho          | Sun Belt                 | 2017            | FCS                 |
| Illinois State Redbirds     | Illinois State University               | Normal       | Illinois       | Missouri Valley          | 1981            | FCS                 |
| Indiana State Sycamores     | Indiana State University                | Terre Haute  | Indiana        | Missouri Valley          | 1981            | FCS                 |
| Lamar Cardinals             | Lamar University                        | Beaumont     | Texas          | Southland                | 1981            | FCS                 |
| Long Beach State 49ers      | California State University, Long Beach | Long Beach   | Kalifornien    | Big West                 | 1991            | abgesetzt           |
| Marquette Warriors          | Marquette University                    | Milwaukee    | Wisconsin      | Independent              | 1960            | abgesetzt           |
| McNeese State Cowboys       | McNeese State University                | Lake Charles | Louisiana      | Southland                | 1981            | FCS                 |
| Montana Grizzlies           | University of Montana                   | Missoula     | Montana        | Pacific Coast            | 1962            | FCS                 |
| Pacific Tigers              | University of the Pacific               | Stockton     | Kalifornien    | Big West                 | 1995            | abgesetzt           |
| Penn Quakers                | University of Pennsylvania              | Philadelphia | Pennsylvania   | Ivy                      | 1981            | FCS                 |
| Princeton Tigers            | Princeton University                    | Princeton    | New Jersey     | Ivy                      | 1981            | FCS                 |
| Richmond Spiders            | University of Richmond                  | Richmond     | Virginia       | Independent              | 1981            | FCS                 |
| Santa Clara Broncos         | Santa Clara University                  | Santa Clara  | Kalifornien    | Independent              | 1981, dann 1992 | FCS, dann abgesetzt |
| Southern Illinois Salukis   | Southern Illinois University Carbondale | Carbondale   | Illinois       | Missouri Valley          | 1981            | FCS                 |
| Tennessee State Tigers      | Tennessee State University              | Nashville    | Tennessee      | Independent              | 1980            | FCS                 |
| Texas Arlington Mavericks   | University of Texas at Arlington        | Arlington    | Texas          | Southland                | 1981            | abgesetzt           |
| William & Mary Tribe        | College of William & Mary               | Williamsburg | Virginia       | Independent              | 1981            | FCS                 |
| Villanova Wildcats          | Villanova University                    | Villanova    | Pennsylvania   | Independent              | 1980            | FCS                 |
| Western Carolina Catamounts | Western Carolina University             | Cullowhee    | North Carolina | Southern                 | 1981            | FCS                 |
| Wichita State Shockers      | Wichita State University                | Wichita      | Kansas         | Independent              | 1986            | abgesetzt           |
| Yale Bulldogs               | Yale University                         | New Haven    | Connecticut    | Ivy                      | 1981            | FCS                 |

## Sonstiges
- Mehrere Schulen haben unterschiedliche Nicknames für Männer- und Frauenteams. Normalerweise geht es darum, den Nickname mit „Lady“ einzuleiten, wie z. B. die LSU Lady Tigers und die Tennessee Lady Vols. Die beiden FBS-Schulen mit dem Spitznamen Cowboys, Oklahoma State und Wyoming, verwenden Cowgirls für Frauenteams. In einigen Fällen hat der Nickname des Frauenteams jedoch eine völlig andere Form, wie bei Hawaii Rainbow Wahine und Louisiana Tech Lady Techsters. Da es sich um eine Liste von American-Football-Programmen handelt, die traditionell ausschließlich aus Männern bestehen, wird nur die Männerform angegeben.
- Die Pac-12 betrachtet die Pacific Coast Conference oder PCC als Teil der eigenen Geschichte, obwohl die PCC mit verschiedenen Gründungsmitgliedern gegründet und aufgrund einer großen Krise und eines Skandals aufgelöst wurde. Zwischen den beiden Ligen besteht eine erhebliche Kontinuität. Die Athletic Association of Western Universities (AAWU), die später zur Pac-12 werden sollte, wurde von fünf ehemaligen PCC-Mitgliedern gegründet, und bis 1964 waren alle endgültigen PCC-Mitglieder mit Ausnahme von Idaho in der AAWU wieder vereint.